# Ocara (kommun)
Ocara är en kommun i Brasilien.   Den ligger i delstaten Ceará, i den östra delen av landet, 1 600 km nordost om huvudstaden Brasília. Antalet invånare är 24 012.
Följande samhällen finns i Ocara:
- Ocara

Omgivningarna runt Ocara är huvudsakligen savann. Runt Ocara är det ganska glesbefolkat, med 21 invånare per kvadratkilometer.